# Eutropiusz z Orange
Eutropiusz z Orange (fr. Saint Eutrope, zm. 27 maja 475) – biskup Orange w dzisiejszej Francji. Święty czczony przez Kościół katolicki i Cerkiew prawosławną.

## Życiorys
Eutropiusz urodził się w Marsylii. Zgodnie z tradycją został nawrócony przez swoją żonę. Prawdopodobnie po jej śmierci zdecydował się na podjęcie życia duchowego. Został wyświęcony na diakona, a wkrótce wybrano go biskupem w Orange we Francji. Stał się sławny, między innymi, z powodu przypisywanych mu cudów. Był przyjacielem świętego Fausta z Riez.
Reprezentował papieża Hilarego jako aktywny uczestnik wielu synodów. Zmarł 27 maja 475 roku prawdopodobnie śmiercią męczeńską w czasie najazdu Wizygotów.  
Jego relikwie zostały przeniesione do Londynu i spoczywają przy ołtarzu kaplicy św. Marii Magdaleny w oratorium św. Filipa Nerii.
Jego wspomnienie obchodzone jest 27 maja. Patron wzywany jest przy obrzękach, nadmiarze wody w organizmie i puchlinie wodnej.